# 御坂神社
御坂神社（みさかじんじゃ）は、兵庫県三木市志染町御坂243に鎮座する神社。『延喜式神名帳』に「播磨国美嚢（みのう）郡一座 御坂神社」と記載された式内社で、旧社格は郷社。志染の氏神。

## 祭神

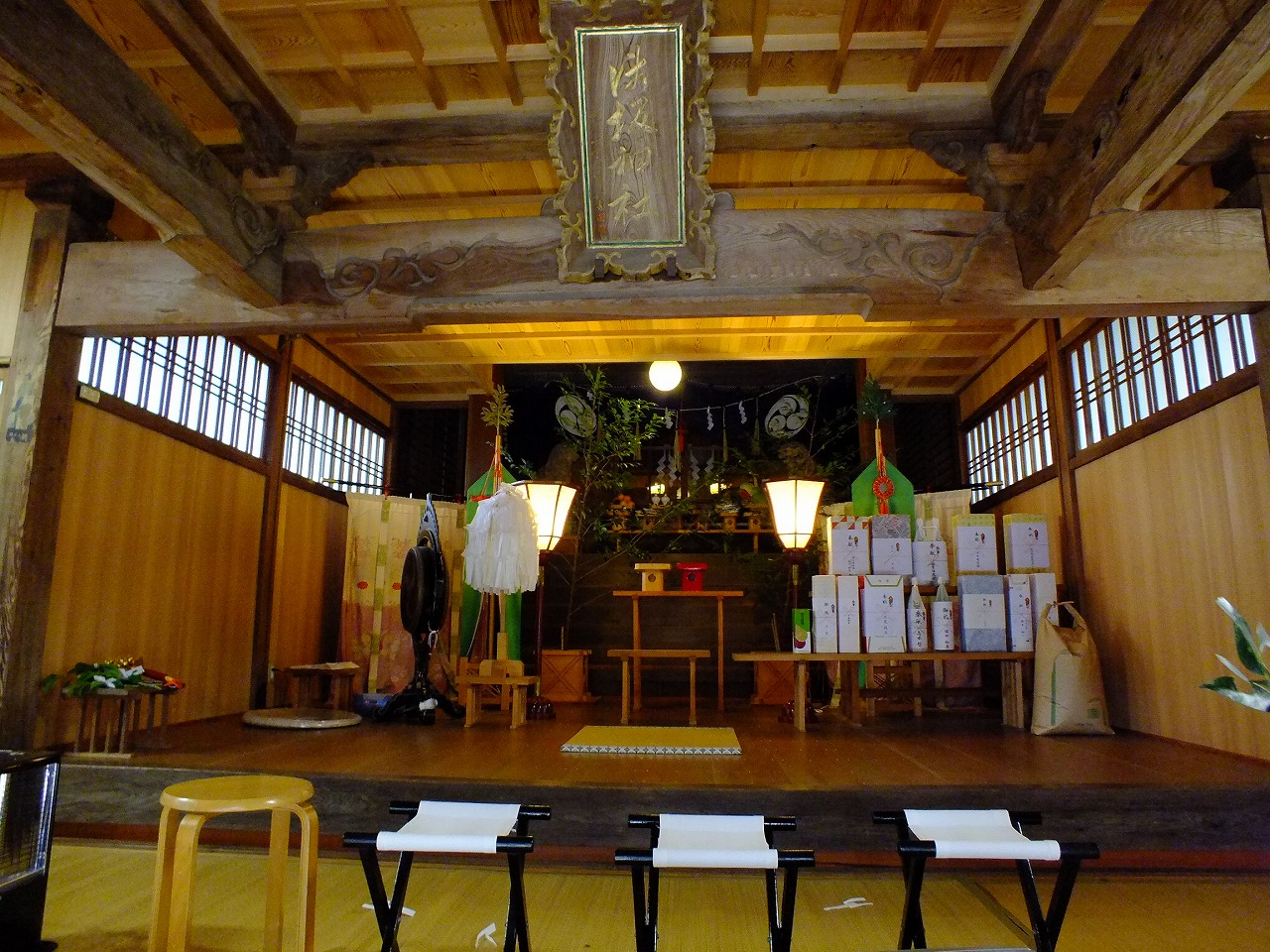
拝殿から本殿を見る

八戸桂掛須御諸神（やとかけすみもろのかみ）を主祭神に大物主神と葦原志男神を配祀するが、3神とも大国主神の別名である。

## 歴史

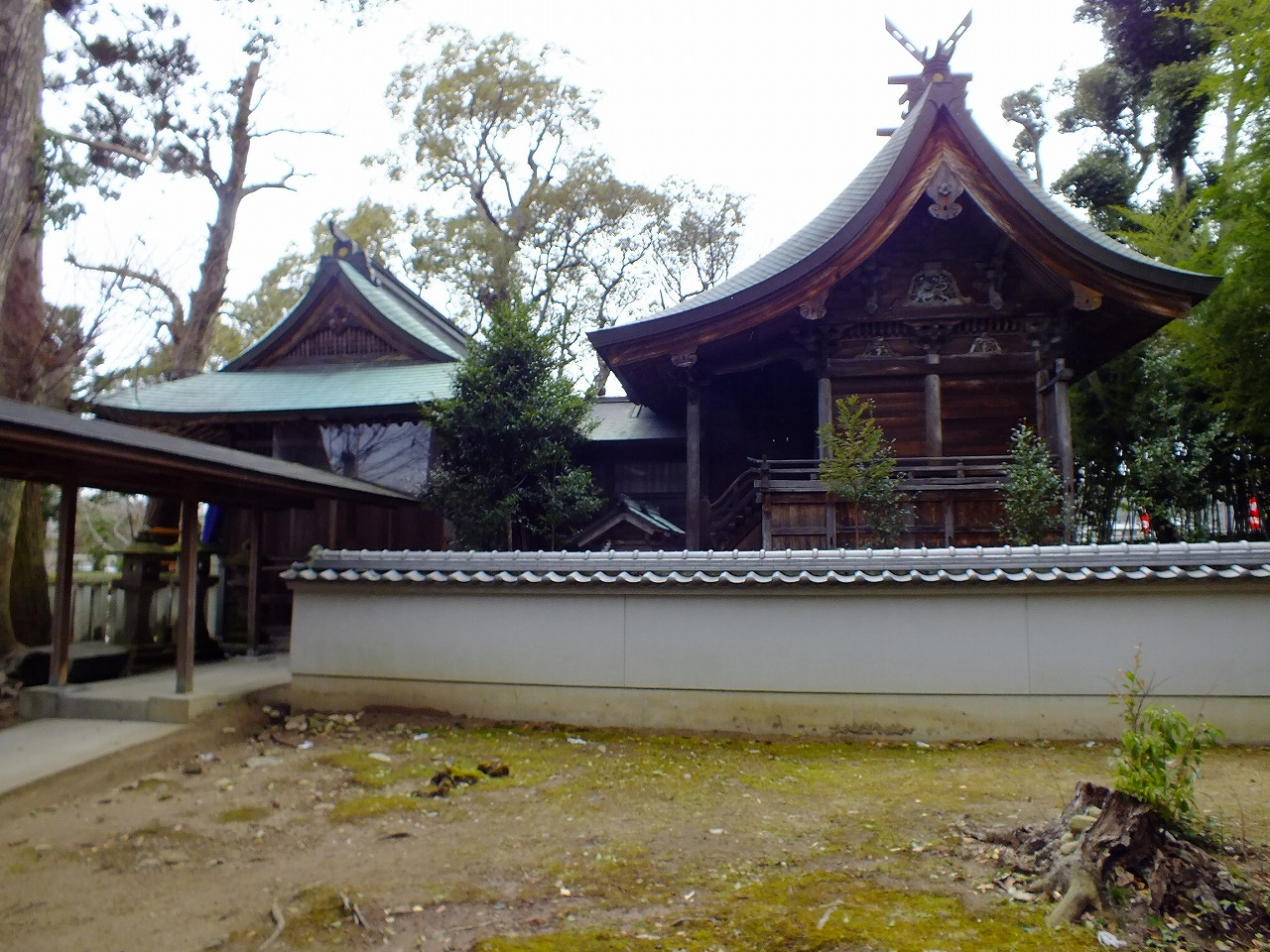
拝殿と本殿

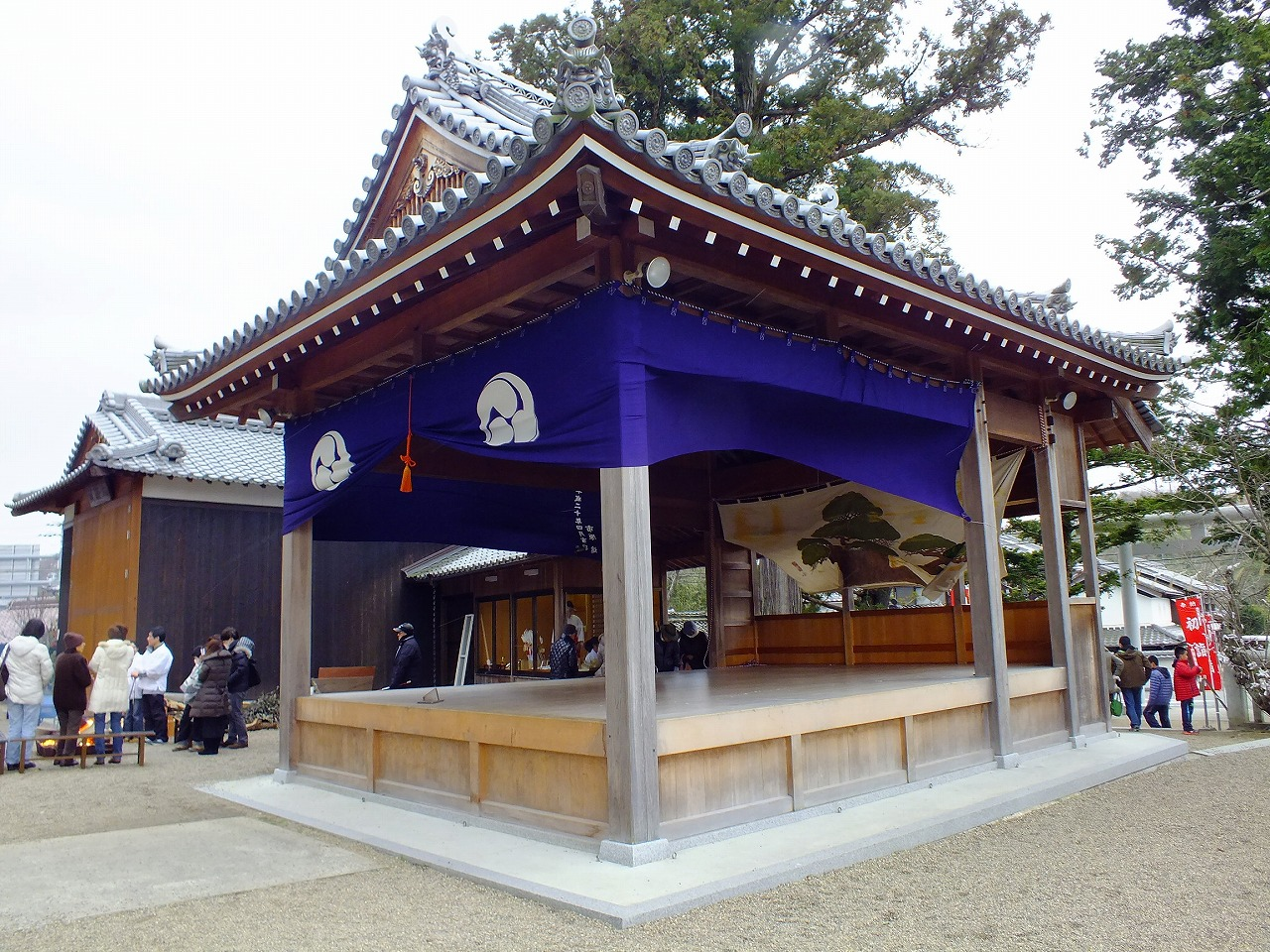
能舞台

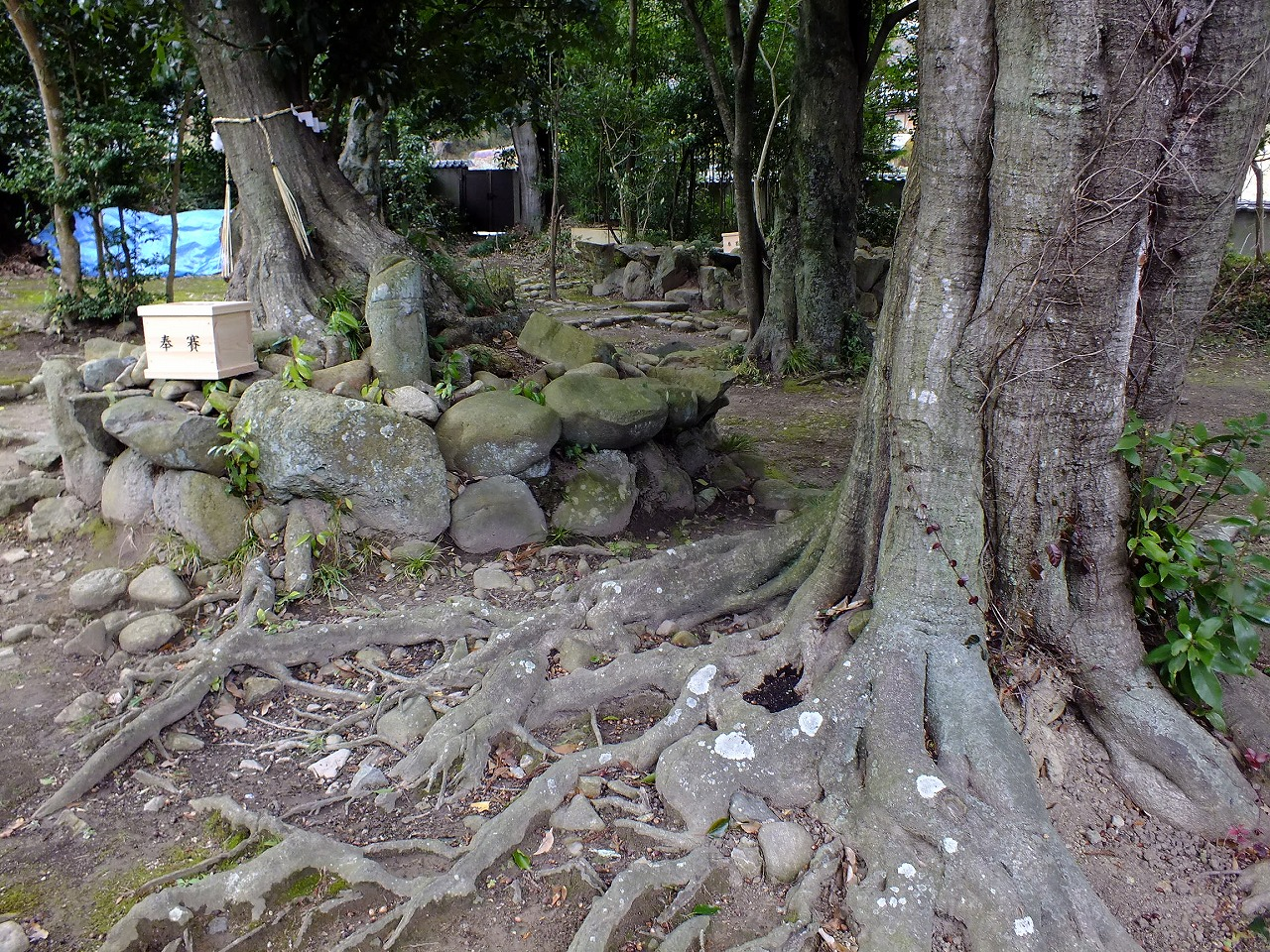
御坂神社の杜。陰陽石が祀られる。

鎮座年代は不明。『播磨国風土記』には「志染の里三坂にます神八戸掛須御諸神は、大物主と葦原志男の国堅めたまひし以後に天より三坂峯に下り給ひき」との記載があり、第17代天皇、履中天皇が参拝になったとも伝えられる。その際に、履中天皇が、「この川の流れは大変美しい」といったことにちなみ、この地域一体を「美嚢郡」と呼ぶようになったという。また、天皇の食膳にシジミが這いあがったことから、この地をしじみ（志染）というようになったという。
天正年間、羽柴秀吉が中国討伐の際、その途上に三木の別所長治の居城釜山攻めを行ったが、そのときの兵火（天正の兵乱）により古い記録がすべて焼失したため、詳細が不明になった。その後、慶長13年（1608年）現在地へ社地を移したと伝えられる。
明治6年（1873年）に郷社に列し、大正3年（1914年）4月神饌幣帛料供進神社の指定を受けた。
なお、三木市内には「みさか」と呼ばれる神社が当御坂神社のほか、三坂神社、美坂神社、御酒神社など計8ヵ所ある。

## 境内
本殿ならびに本殿に構造的につながった拝殿とそれらの正面に能舞台と社務所を置き、本殿裏側は杜になっており、陰陽石が祀られる。

## 祭礼日[4]
- 1月1日 歳旦祭
- 2月11日 御弓祭 以前は、旧正月初亥の日に行われていたものの、昭和55年より建国記念日である2月11日に変更された。6名の射手により1回に2本ずつ5回で計10本の矢が約20m 離れた的をめがけて放たれ、的の中心に当たるとその年は五穀豊穣となり、的の裏側に封じ込めた「鬼」というところに当たった場合は「破邪顕正」（はじゃけんしょう）といわれ、邪気をくじき、正しい道理を世間に現し流布するとされる。本来は射手は神社脇の志染川にて禊を行った後、拝殿で無言で神酒を受ける「長床の儀」を行っていたが現在は省略されている。その他、巫女による「浦安の舞い」、猿田彦による「天地祓い、四方祓い」が奉納され、最後に餅まきが行われる。

- 2月11日 祈年祭
- 5月4,5日 例祭 2台の屋台が奉納される。
- 5月例祭後の日曜日 御田祭
- 6月30日 大祓祭
- 11月23日 新嘗祭
- 12月28日 大祓祭

## ギャラリー

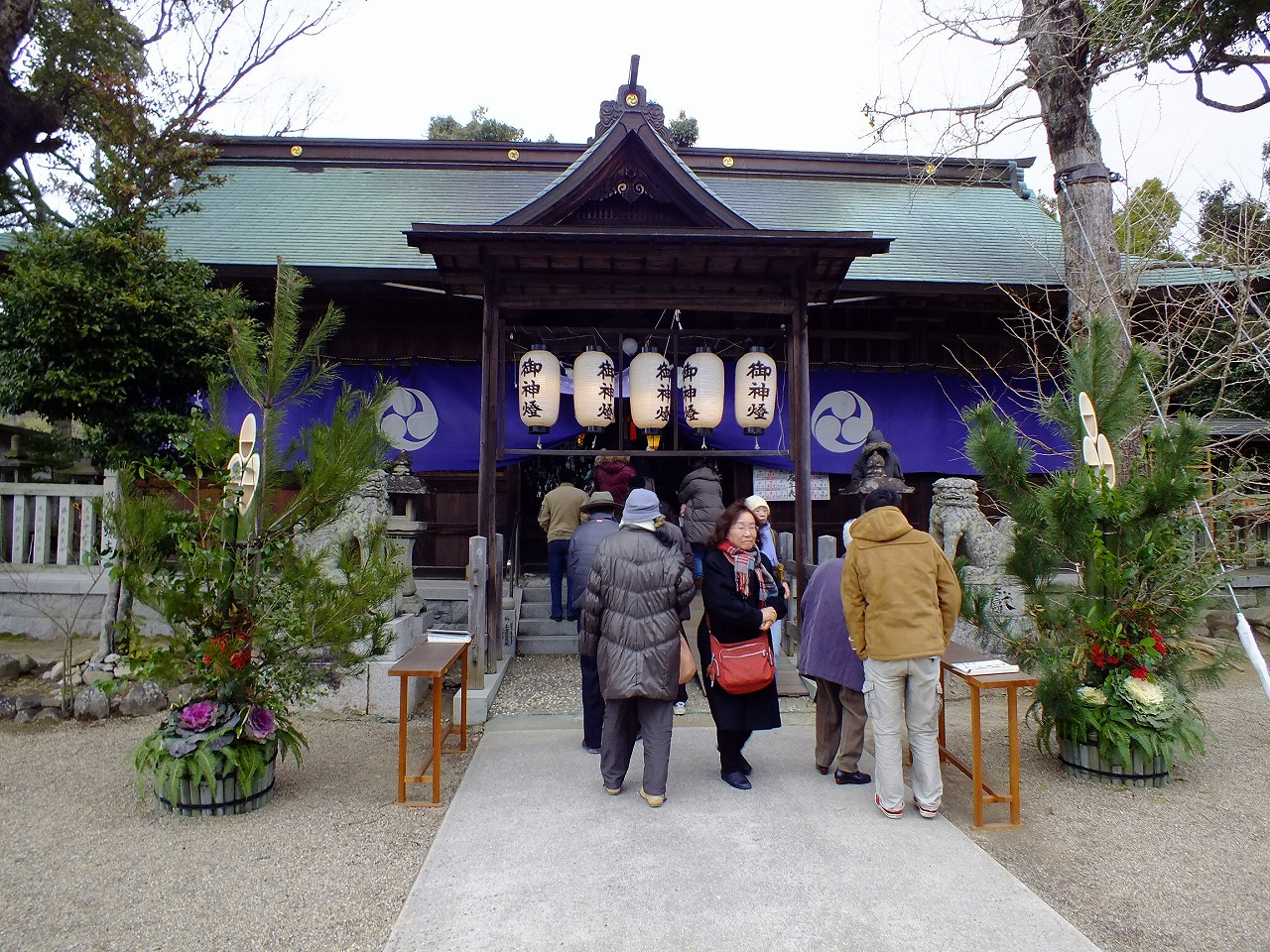
初詣風景 2015年度
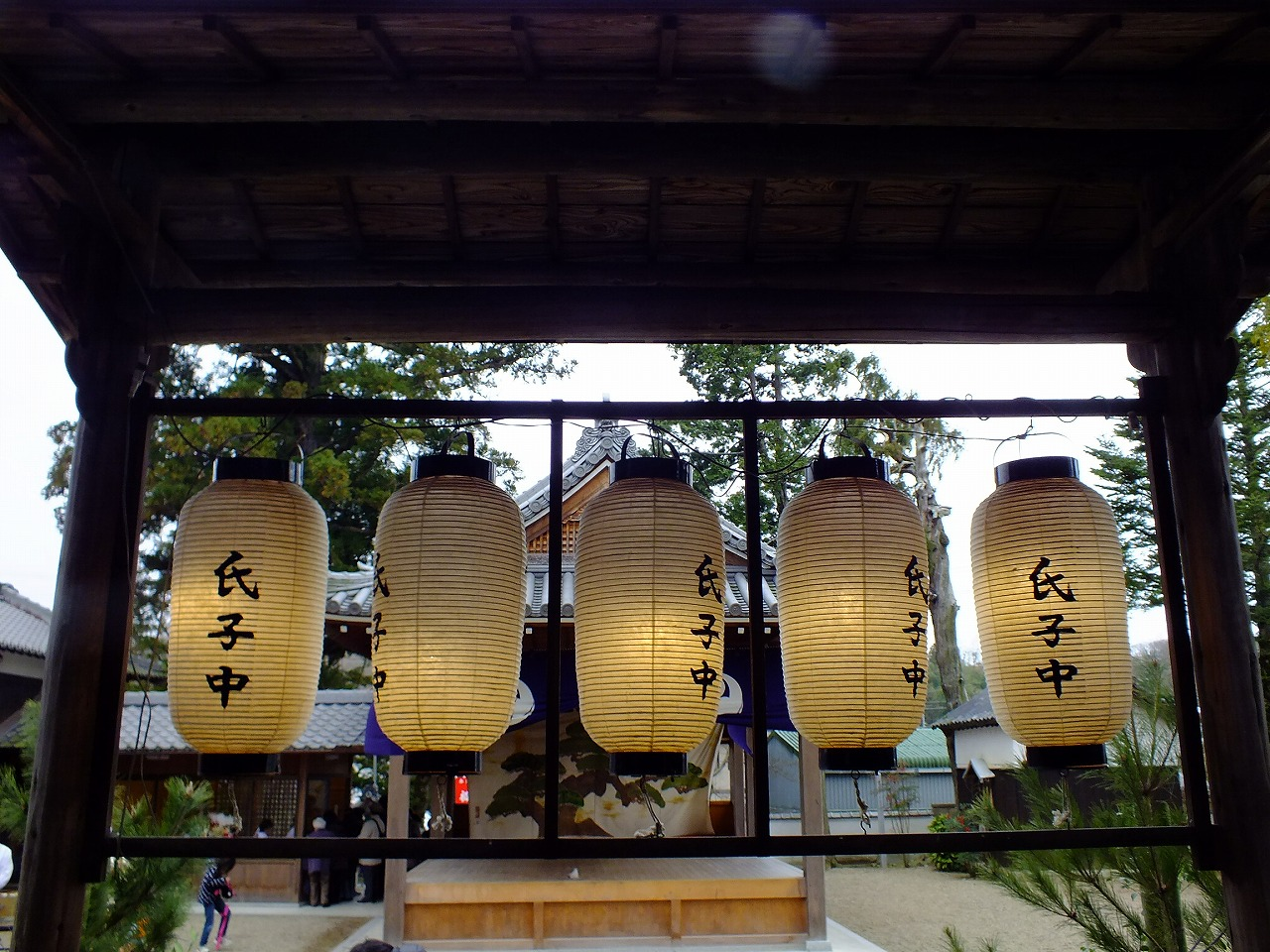
拝殿から能舞台方向を見る
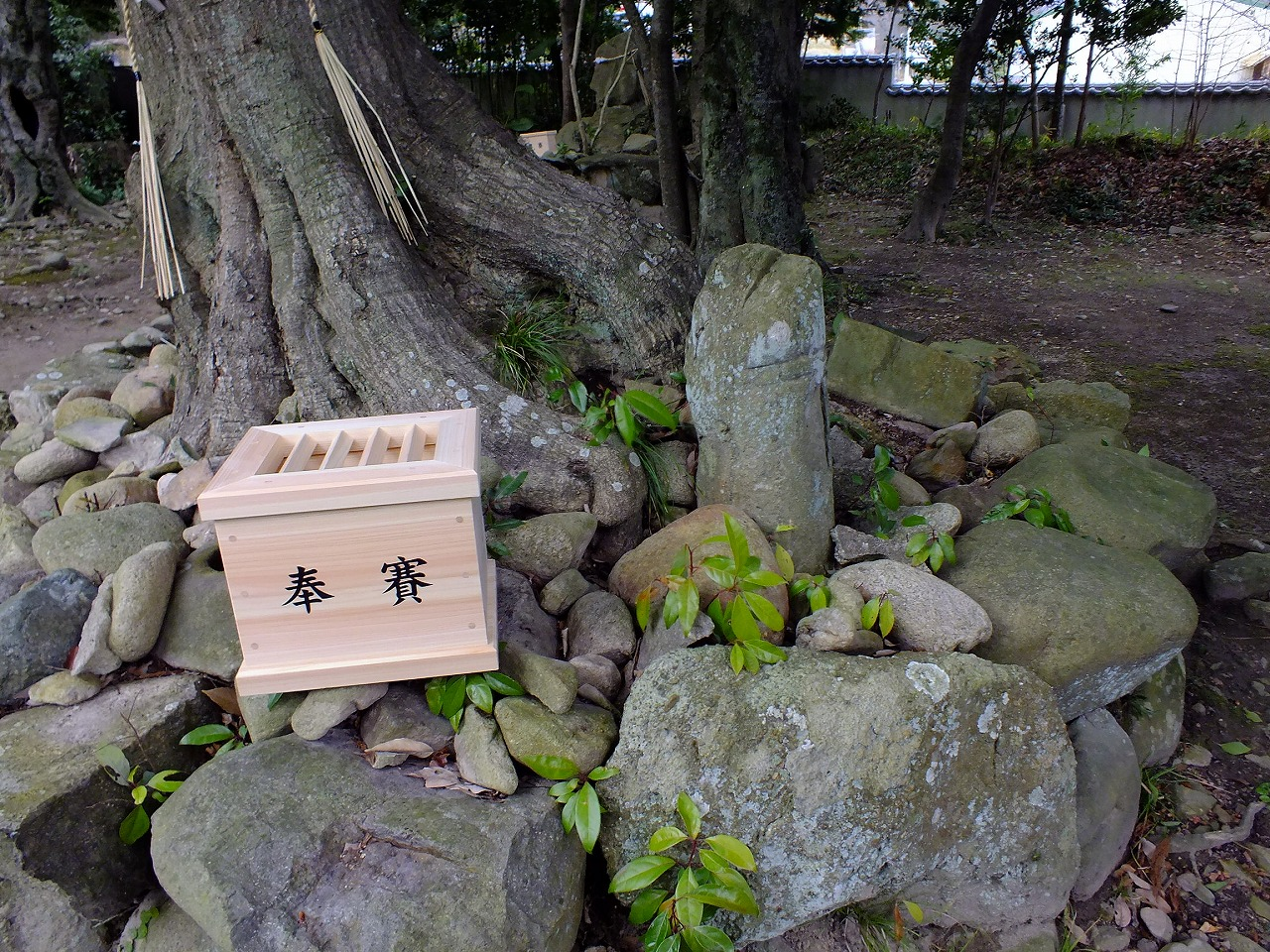
陰陽石(男性）
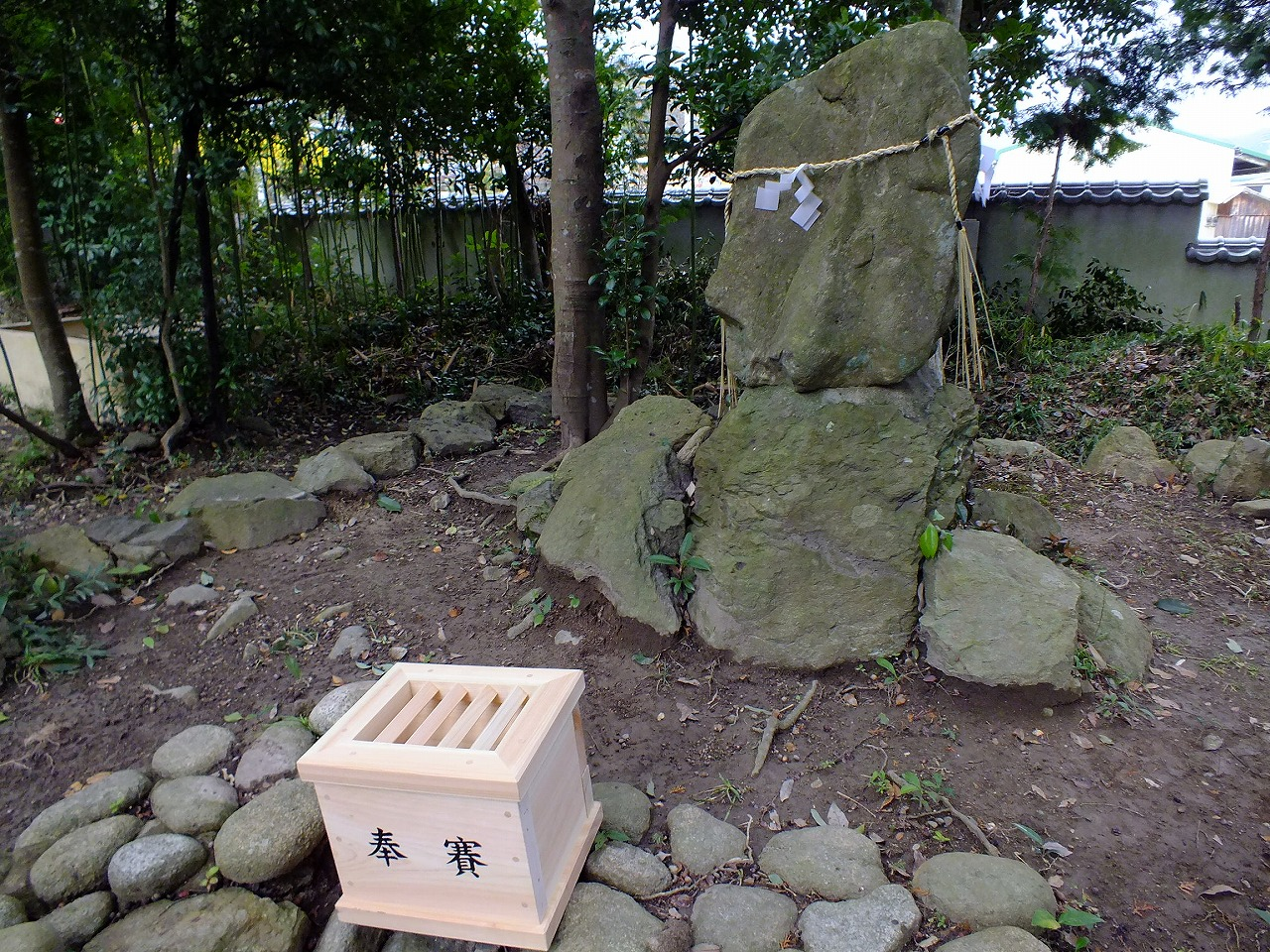
陰陽石(女性）

## 交通
- 自動車：山陽自動車道三木東インターチェンジ下車、約5分。

## 周辺
- 御坂サイフォン橋
- 志染の石室